# Isaac Copeland
Isaac Copeland, Jr. (Greenville, Carolina del Norte, 13 de junio de 1995) es un baloncestista estadounidense que juega para los Guerreros NMC de la Liga BásquetPro de Ecuador. Con 2,06 metros de estatura, juega en la posición de ala-pívot.

## Trayectoria deportiva

### Universidad
Jugó dos temporadas y media con los Hoyas de la Universidad de Georgetown, en las que promedió 8,6 puntos, 4,5 rebotes y 1,6 asistencias  por partido. En su primera temporada fue incluido en el mejor quinteto de rookies de la Big East Conference.
Sufrió una lesión en la espalda de la que fue operado en febrero de 2017, perdiéndose el resto de la temporada, siendo además transferido a los Cornhuskers de la Universidad de Nebraska. Jugó dos temporadas, promediando 13,3 puntos y 5,8 rebotes por partido. Cerca del final de su temporada sénior sufrió una nueva grave lesión, esta vez en el ligamento cruzado anterior, que le hizo perderse los últimos partidos de la misma. Su compañero de equipo, Isaiah Roby, llevó su número en el Senior's Day, el partido que aprovechan los equipos para despedir a sus jugadores sénior.

#### Estadísticas
| Año     | Equipo     | PJ  | PT  | MPP  | %TC  | %3P  | %TL  | RPP | APP | ROB | TPP | PPP  |
| ------- | ---------- | --- | --- | ---- | ---- | ---- | ---- | --- | --- | --- | --- | ---- |
| 2014–15 | Georgetown | 33  | 11  | 20.0 | .451 | .389 | .809 | 3.8 | .7  | .2  | .6  | 6.8  |
| 2015–16 | Georgetown | 33  | 33  | 32.0 | .429 | .272 | .789 | 5.4 | 2.0 | .8  | .6  | 11.1 |
| 2016–17 | Georgetown | 7   | 5   | 19.6 | .275 | .000 | .842 | 3.3 | .9  | .9  | .0  | 5.4  |
| 2017–18 | Nebraska   | 33  | 33  | 30.7 | .472 | .369 | .702 | 6.1 | 1.2 | .8  | 1.0 | 12.9 |
| 2018–19 | Nebraska   | 20  | 20  | 30.7 | .525 | .352 | .692 | 5.4 | 1.1 | 1.1 | 0.9 | 14.0 |
| Career  | Career     | 126 | 102 |      | .402 | .326 | .749 | 5.1 | 1.2 | .7  | .7  | 10.6 |

### Profesional
Tras no ser elegido en el draft de la NBA de 2019, realizó una prueba con los Texas Legends de la G League, quienes le incluyeron en su equipo. No tuvo demasiadas oportunidades de juego, acabando la temporada con unos promedios de 1,7 puntos y 1,5 rebotes por encuentro.
El 8 de julio de 2020 firmó contrato con el Lavrio B.C. de la A1 Ethniki, la primera división griega, pero debido a una lesión finalmente no se incorporó al equipo.
En mayo de 2024 se unió a los Guerreros NMC de la Liga BásquetPro de Ecuador.